# Adam Janes
Adam Janes, né en 1976 à Dallas, Texas, est un artiste américain. Il vit et travaille à Los Angeles, États-Unis.

## Expositions récentes
2009
- Candle Chantry (psycho killer qu'est-ce que c'est), Galerie Georges-Philippe et Nathalie Vallois, Paris, France

2008
- Out of Order, MOCA, Los Angeles, États-Unis
- Don't sweat the small stuff @ 50 %, Roberts & Tilton Gallery, Los Angeles, États-Unis
- Delicate balance country buffet, Tim van Laere Gallery, Anvers, Belgique

2007
- The Unbeatable Handy Poor los Manos, Project Room, Galerie Georges-Philippe et Nathalie Vallois, Paris, France

2006
- The Squirrelly Business of Outbuilding Incommunicado, Solo Projects, Los Angeles, États-Unis

2005
- Comfyheadchoppingblockheadwasher, Bucketrider Gallery, Chicago, États-Unis

2004
- Of gods and monsters, Diannepruess, Los Angeles, États-Unis

## Collections
- Musée d'art du comté de Los Angeles (LACMA)
- Musée d'art contemporain de Los Angeles (MOCA)

## Publications
- 2004 New American Painting, Pacific Coast Edition, book #49